# Достигнућа младих
Достигнућа младих у Србији је организација која ради са средњошколцима на бази предузетништва. Средњошколци, али и основци током читаве школске године истражују економско тржиште, а на крају се и такмиче за вредне награде. Достигнућа младих је део светске мреже ЈАВ, чију активност финансирају поједине компаније, разне фондације и појединци. У Србији ову фонадицију поред мањих организација финансија и Америчка канцеларија за међународни развој „Ју Ес Ејд“.

## Историја
је глобална непрофитна организација, чију активност финансирају пословна заједница, разне фондације и појединци. Основана је 1919. године у САД а данас се ЈАW глобални програм имплементира у 123 земље са свих континената са скоро 10 милиона ученика годишње. Сврха ових програма је да едукује и инспирише младе људе да уважавају вредности предузетништва и да разумеју бизнис и привреду. 
Као једна од националних мрежа глобалне организације ЈАW, отвара се и Достигнућа младих у Србији. Достигнућа младих је своју активност започела у октобру 2002. године, а од 2005. регистрована је као самостална, непрофитна и невладина организација. Сви програми ове организације верификовани су од стране Министарства Просвете Републике Србије и налазе се у каталогу одобрених програма Завода за унапређење образовања и васпитања. 

## Програми за средње школе
Програми за средње школе су базирани на активном учењу. Ученичка компанија са Примењеном економијом (узраст: 15-19 година) је један од програма за средње школе. Компанијски програм помаже младим људима да цене и боље разумеју улогу бизниса у нашем друштву. Овај програм обезбеђује основно економско образовање за ученике средњих школа. Ученици са својим професорима током целе године истражују тржиште и раде разне активности, а онда у мају најбоља ученичка компанија представља нашу земљу на Европском такмичењу. Друго важно такмичење за средње школе јесте Пословни изазов, где ученици помешани у тимове решавају задати проблем. Ученици за решавање проблема имају свега пар сати, а најбољи из сваког града иде на национално такмичење. Осим ова два програма за средњошколце у Србији постоје још и: Бизнис етика (узраст: 15-19 година), Банке у акцији (узраст: 15-19 година), ЈА Титан (узраст: 15-19 година), Социјално предузетништво (узраст: 15-19 година) и многи други програми. Као најбоље и најзапаженије ученичке компаније из овог програма су се издвојиле: „БWС“, компанија која се бави производњом бумеранга, „Цандела“, компанија која се бави прављењем свећа, „Џинче“, компанија за израду груваних паприка“, „Куглоф“, компанија за израду колача, „Петрако“, компанија за израду кесица за семенкe.

## Програми за основне школе
Програми за основне школе изводе се у трајању од 5-6 недеља у току школске године. Сваки час изводи се тако да буде базиран на практичној активности. Као и за средњошколце, тако и за основце постоје многи други програми, а организација „Достигнућа младих“ врло често ради радионице на тему предузетништва. Многи малишани кажу да уживају у овим програмима, и да се надају да ће их бити још.